# Clytia delicatula
Clytia delicatula is een hydroïdpoliep uit de familie Campanulariidae. De poliep komt uit het geslacht Clytia. Clytia delicatula werd in 1900 voor het eerst wetenschappelijk beschreven door Thornely. 